# L'Auto Italiana
L'Auto Italiana, in seguito rinominata Auto Italiana, è un periodico di argomento motoristico, fondato a Torino nel 1919 da un gruppo di appassionati, tra i quali Celestino Rosatelli e Guido Guidi.

## Storia
Inizialmente fu l'organo di stampa ufficiale della «Associazione Nazionale Automobilisti in Congedo» (ANAC) che riuniva i piloti militari di automezzi, natanti e velivoli, congedati al termine della prima guerra mondiale. Occorre precisare che all'epoca il termine "automobile" indicava qualsiasi veicolo a motore.
Potendo contare su esperti di quel calibro, L'Auto Italiana divenne in breve tempo il periodico più autorevole del settore, restandolo per alcuni decenni, anche grazie al "reclutamento" di nuovi collaboratori importanti come Italo Luraschi (già direttore di Motori Cicli e Sports), Corrado Filippini, Emilio Colombo, Giovanni Canestrini, Aldo Farinelli (futuro inventore del "Cucciolo") e Giovanni Lurani.
Durante la seconda guerra mondiale la pubblicazione della rivista viene sospesa e riprende, nel gennaio del 1947, con la denominazione lievemente modificata in Auto Italiana. Nonostante la nuova formula editoriale, il periodico risulta incapace di mettersi al passo con i tempi e, in particolare, con il nascente fenomeno della motorizzazione di massa, specie dopo l'abbandono di Canestrini che, dal 1950, era passato a dirigere L'Automobile, periodico concorrente e organo di stampa ufficiale dell'ACI.
Nel 1957 Auto Italiana, con il suo importante archivio, viene acquisita dalla Editoriale Domus che la editerà fino al 1969, anno in cui cessa definitivamente la pubblicazione, mentre la redazione è assorbita dalla rivista Quattroruote.
Nel 2009, in occasione del 90º anniversario dalla fondazione, la rivista Ruoteclassiche della Domus ha curato l'edizione di una monografia in cinque volumi, titolata "Gli anni d'oro di Auto Italiana" e contenente un'antologia di servizi e di prove pubblicati dal 1957 al 1969.

### Rilancio
Nel 2019 la Domus ha deciso di riportare in edicola il periodico, sotto la testata Autoitaliana e con una cadenza trimestrale. Nel nuovo format, la rivista tratta di argomenti contemporanei e di cultura generale a partire da tematiche automobilistiche. Tuttavia, a causa delle vendite lente, la rivista è stata nuovamente interrotta con l'ultimo numero pubblicato nell'autunno 2022.